# Jüdischer Friedhof (Hřivčice)
Koordinaten: 50° 19′ 29″ N, 13° 55′ 15″ O

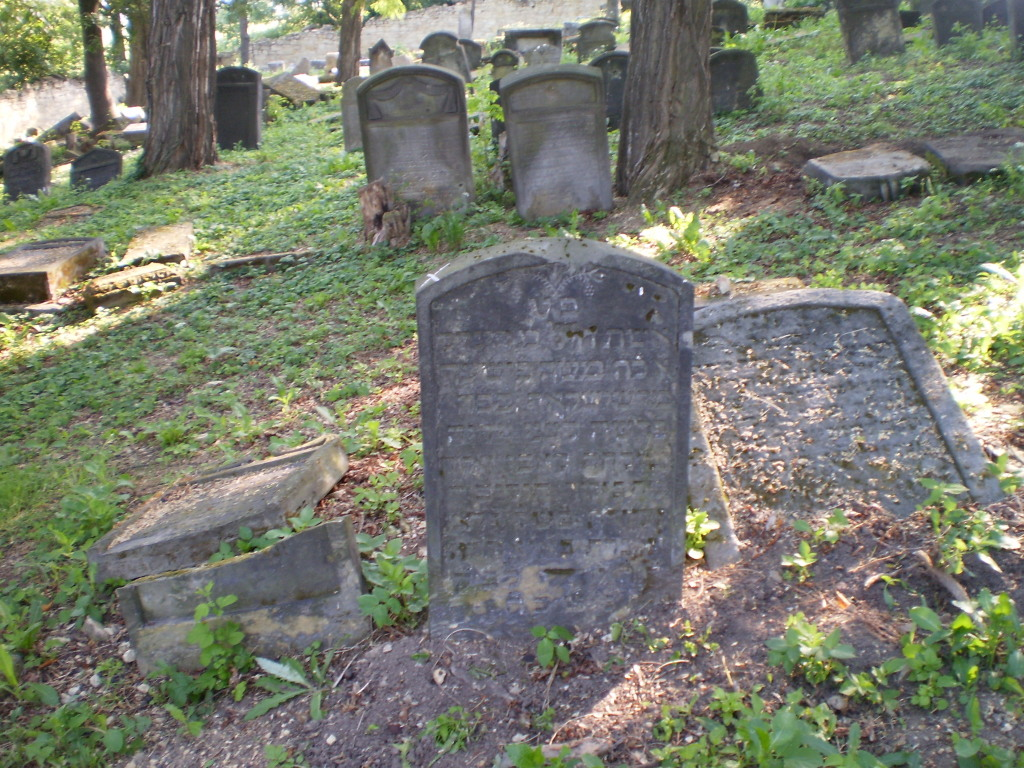
Jüdischer Friedhof in Hřivčice

Der Jüdische Friedhof Hřivčice ist ein historischer und bis heute erhaltener jüdischer Friedhof im Ortsteil Hřivčice (deutsch Pflanzendorf) von Peruc (Perutz) im Okres Louny in Tschechien. Er ist mit 3.163 m² einer der größten jüdischen Friedhöfe in Tschechien. Auf einer Fläche von etwa 1.800 m² befinden sich rund 300 erhaltene Gräber. Der Friedhof wurde in der ersten Hälfte des 18. Jahrhunderts angelegt und 1837 erweitert. Bis zum Ende des 20. Jahrhunderts war der in Folge der Shoah aufgegebene Friedhof verfallen. Ab 2000 wurde er wieder hergerichtet.

## Geschichte
Der Friedhof zwischen den Dörfern Hřivčice und Vrbno nad Lesy wurde in der 1. Hälfte des 18. Jahrhunderts angelegt. Die ältesten Grabsteine stammen aus dem Jahr 1759. Laut anderen Angaben gibt es ihn bereits seit dem Jahr 1732. Als historischen Eigentümer verzeichnet das Grundbuch (Grundstück 208) die israelitische Bestattungsbrüderschaft für Hříškov und Umgebung. Im Jahr 1837 wurde der Friedhof erweitert. 
Nach 1918 war in der Region Perucko die jüdische Gemeinde so in die Majoritätsgesellschaft integriert, dass viele ihrer Angehörigen auf dem Gemeindefriedhof beerdigt wurden, wodurch die Bedeutung dieses Bestattungsortes zurückging. 
Während des Zweiten Weltkrieges in Folge der Shoah erlosch die jüdische Gemeinde. Noch lesbaren Inschriften ist zu entnehmen, dass die letzten Bestattungen in den 1930er Jahren stattfanden. Der Friedhof wurde nach 1939 nicht mehr gepflegt und verwilderte allmählich. Gräber und Grabsteine wurden vereinzelt ausgeraubt. Ende des 20. Jahrhunderts war der Friedhof in verkommenem Zustand, über die auf den Boden liegenden Grabsteine wuchsen Büsche und Gestrüpp.
Um die Rekultivierung bemühte sich im Jahre 2000 die Apostolische Kirche Chomutov, die Missionsstation Černčice in Zusammenarbeit mit der Tschechoslowakischen hussitischen Kirche und der Religionsgemeinschaft Peruc. Auf dem 60 Jahre ungepflegten Friedhof begann die Entfernung von Büschen. Diese Aktivität wurde jedoch beendet, und im Jahre 2008 war der Friedhof erneut verwildert. Eine Reportage auf der Internetseite von Peruc weckte im Jahr 2008 das Interesse der Jüdischen Gemeinde Teplice. Es gelang, eine Zusammenarbeit mit Bürgern aus Peruc zu vereinbaren, die binnen eines Jahres fast den ganzen Friedhof säuberten. Diese Zusammenarbeit wurde 2009 und 2010 fortgesetzt. 
Derzeit wird das Projekt der Rekultivierung vom Verein für Wiederherstellung jüdischer Denkmäler in Peruc, der Anfang 2015 gegründet wurde, realisiert. Finanziell wird es von der Stiftung für Opfer des Holocausts, der Europäischen Organisation ESJF und dem Arbeitsamt des Aussiger Bezirks unterstützt. Ziel des Projekts ist es, die Öffentlichkeit an rassische und religiöse Toleranz zu erinnern. Die Wiederherstellung des Friedhofes ermöglicht es, dieses Memento auch für künftige Generationen zu erhalten. 

## Heutige Situation
Seit dem Jahr 2000 wurde der etwa 500 m vom städtischen Friedhof entfernt gelegene jüdische Friedhof nach und nach wieder hergestellt. Der gegenwärtige Besitzer ist die Jüdische Gemeinde Teplice. Zuletzt wurden mehr als 30 erhaltene Grabsteine wieder aufgestellt, kontinuierlich die Grünfläche rekultiviert und gepflegt. Darüber hinaus wurde der Friedhof mit einer Informationstafel über seine Geschichte versehen.
Auf dem Friedhof sind Personen aus Slavětín, Peruc, Hořešovice, Vraný und weiteren Gemeinden aus der weiteren Umgebung begraben. Auf vielen Sandsteingrabsteinen befindet sich die ursprüngliche hebräische Schrift, die häufig durch Symbole wie Sterne, Hände und traditionelle Lilienblüten ergänzt wurde. Auf einigen Gräbern sind zusätzlich Grundinformationen in Latein aufgeführt. Die Inschriften auf jüngeren Grabsteinen, oft aus Granit, sind gut lesbar. Viele der Grabsteine sind im barocken und klassizistischen Stil gestaltet. 